# Теюл
Теюл (рум. Teiul) — село у повіті Вилча в Румунії. Входить до складу комуни Амерешть.
Село розташоване на відстані 160 км на захід від Бухареста, 43 км на південний захід від Римніку-Вилчі, 54 км на північний схід від Крайови.

## Населення
За даними перепису населення 2002 року у селі проживали 12 осіб, усі — румуни. Усі жителі села рідною мовою назвали румунську.